# Rodolfo Nin Novoa
Rodolfo Nin Novoa (Montevideo, 25 de enero de 1948) es un técnico agropecuario y político uruguayo. Fue senador de la República, Intendente de Cerro Largo y vicepresidente de la República entre el 1 de marzo de 2005 y el 1 de marzo de 2010. Desde el 1 de marzo de 2015 hasta el 29 de febrero de 2020 fue el Canciller de la República.

## Biografía
Rodolfo Nin es el mayor de sus cinco hermanos y es casado en segundas nupcias. Tiene tres hijos varones y una hija mujer, también tiene una nieta.
En su infancia cursó toda la Primaria y Secundaria en el Colegio Seminario de Montevideo y en 1969 se recibió de Técnico Agropecuario en la escuela Agraria de Sarandí Grande en el departamento de Florida.
En el año 1970 Nin se radica en el departamento de Cerro Largo, donde tuvo una activa participación gremial en el Sector Agropecuario; entre los años 1982-1985 ocupó la presidencia de la Sociedad Agropecuaria de Cerro Largo y fue consejero de la Federación Rural del Uruguay.

## Actuación en el Partido Nacional
Cuando volvió la democracia al Uruguay fue elegido Convencional por el Partido Nacional del departamento de Cerro Largo en las internas de 1982. En 1984 es electo intendente de Cerro Largo por el Partido Nacional, Movimiento Nacional de Rocha, por el período 1985-1990. Estuvo entre los dirigentes que se opusieron a la Ley de Caducidad en 1989.
Fue reelecto en 1989 para el periodo 1990-1995, siendo además electo Senador para el mismo periodo (aunque sin ocupar la banca). Integró el Directorio del Partido Nacional desde 1990 hasta 1992. Fue uno de los políticos blancos con mejor imagen. También, impulsó el voto contrario a la ley de privatización de las empresas públicas en el referéndum de 1992.
Entre varios dirigentes blancos opositores del presidente Luis Alberto Lacalle, comenzaron a formar el llamado "Polo Progresista", al cual también se acercaron el intendente Irineu Riet Correa y los parlamentarios Matilde Rodríguez Larreta y Alberto Zumarán; hasta hubo quienes impulsaron a Nin como candidato presidencial por el Partido Nacional; pero este movimiento no tuvo viabilidad a nivel de dirigencia, y concitó escaso apoyo popular.

## Actuación en el Encuentro Progresista-Frente Amplio
En 1994 abandona el Partido Nacional y en agosto de ese mismo año firma el documento fundacional del Encuentro Progresista, quedando formado entonces el Encuentro Progresista-Frente Amplio como lema único. Ese mismo año es nominado a Vicepresidente de la República en la fórmula Vázquez-Nin Novoa. Junto a un importante número de compañeros crea la Alianza Progresista; fue apoyado, entre otros, por el ex pegepista Daniel Díaz Maynard. En las elecciones, el Encuentro Progresista-Frente Amplio (EP-FA) obtuvo un 31% de los votos, en un virtual triple empate con los partidos tradicionales.
En el 1999 es nuevamente nominado para acompañar a Vázquez como Vicepresidente en los años 2000-2005. En estas elecciones el EP-FA obtuvo más del 40% de los votos en la primera ronda, siendo la fuerza más importante del país. Sin embargo, no pudo obtener el gobierno ya que no superó el 50% de votos en la primera vuelta, como exigía la nueva constitción, pasando entonces a la segunda ronda, ganando la elección Jorge Batlle del Partido Colorado. De todas formas es electo Senador de la República por la Alianza Progresista como cabeza de lista.

## Vicepresidencia

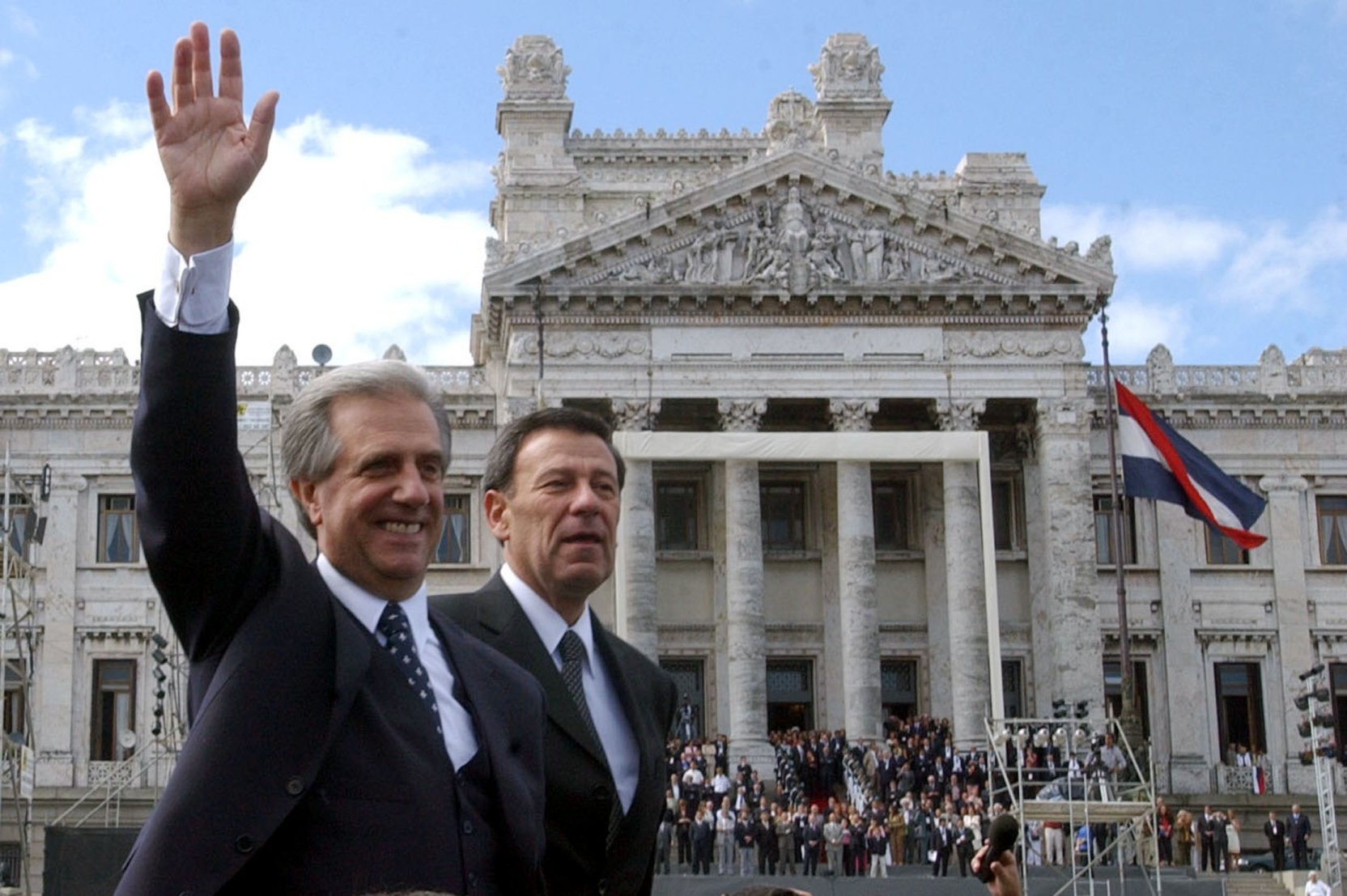
Tabaré Vázquez (izquierda) y Rodolfo Nin Novoa, en automóvil descubierto desde el Palacio Legislativo (al fondo) hasta el Palacio Estévez, tras el triunfo en la elección presidencial el 31 de octubre de 2004.

Es nominado por tercera vez para acompañar a Tabaré Vázquez como su Vicepresidente. Esta vez la fórmula Vázquez-Nin Novoa obtuvo el 50,5% de los votos en la primera ronda y obtiene el gobierno sin necesidad de balotaje. Así llega Rodolfo Nin a la Presidencia de la Cámara de Senadores y a la Vicepresidencia de la República.
El sector Alianza Progresista aportó numerosos dirigentes al gobierno: Héctor Lescano fue ministro de Turismo, Víctor Rossi en Transporte y Obras Públicas; poco después, Óscar de los Santos sería electo intendente de Maldonado.
Se llegó a mencionar la posibilidad de postularlo a la Presidencia de la República en las elecciones nacionales de 2009; de hecho, la imposibilidad de la reelección presidencial inmediata de Vázquez hizo surgir una danza de nombres como posibles candidatos de consenso. Pero las denuncias de corrupción contra su hermano, y algunas contra él mismo, no jugaron a favor suyo, logrando así, que su nombre no fuera propuesto.

## Actuación posterior
En las elecciones de octubre de 2009, fue elegido senador para el periodo 2010-2015 al ubicarse segundo candidato al Senado por el Frente Liber Seregni.
En agosto de 2011 hubo un pedido de desafuero en su contra, que no tuvo éxito.
En diciembre de 2014, tras confirmarse la elección de Tabaré Vázquez para un nuevo periodo presidencial, se anunció que Nin Novoa sería el nuevo Canciller de la República.